# بيلي إيليش
بيلي إيليش بايرت بيرد أوكونيل (بالإنجليزية: Billie Eilish) (18 ديسمبر 2001)، معروفة مهنياً باسم بيلي إيليش، هي مغنية بوب أمريكية.

## الحياة والمسيرة

### البدايات و"Ocean Eyes"
نشأت بيلي إيليش في هايلاند بارك، لوس أنجلوس وسط عائلة من الممثلين والموسيقيين. والداها هما الممثلة-الموسيقية وكاتب السيناريو ماغي بيرد وباتريك أوكونيل. تعلمت بيلي في المنزل، وانضمت إلى جوقة لوس أنجلوس للأطفال في سن الثامنة. في سن الحادية عشرة، بدأت بيلي بالكتابة وغناء أغانيها الخاصة، متخذة شقيقها الأكبر فينيس أوكونيل قدوة، حيث كان يكتب بالفعل ويؤدي وينتج أغنياته الخاصة مع فرقته. في أكتوبر 2015، سجلت بيلي أغنية "Ocean Eyes"، التي كتبها فينياس في البداية لفرقته الموسيقية، وأرسلتها إلى معلم الرقص الخاص بها الذي كان يأمل في تصميم رقصة عليها.
تم إصدار "Ocean Eyes" كأول أغنية لبيلي على ساوند كلاود في عام 2016. وتم إصدار فيديو موسيقي في 24 مارس 2016، وتم إصدار فيديو لبيلي وهي تقوم بأداء رقصة للأغنية في 22 نوفمبر 2016. وفي تلك السنة، قامت بيلي أيضًا بإصدار الأغنية المنفردة "Six Feet under. أعيد إصدار "Ocean Eyes" في جميع أنحاء العالم من خلال Darkroom وإنترسكوب ريكوردز في 18 نوفمبر 2016، وتلقت مراجعات نقدية إيجابية بشكل عام. وقال كريس ديفيل من ستيريوجوم: "الأغنية هي موسيقى بوب خالصة؛ أغنية عن التطلع إلى المصالحة مع شخص سابق. يمكنني أن أتخيل أنها ستصبح نجاحا كبيرا". في 14 يناير 2017، أطلقت بيلي أسطوانة مطولة تشمل أربعة ريمكسات لـ "Ocean Eyes".

## الحياة الشخصية
في 27 نوفمبر 2018، بعد ظهور عدة مقاطع فيديو عبر الإنترنت تظهر بها بيلي تعاني من العرات المرتبطة بمتلازمة توريت، نشرت على حسابها على إنستجرام مؤكدة أن متلازمة توريت هي جزء من حياتها.

## الإصدارات الموسيقية

### الألبومات
| العنوان                                 | تفاصيل                                                                                     | أعلى مرتبة في القوائم | المبيعات |
| العنوان                                 | تفاصيل                                                                                     | US                    | المبيعات |
| --------------------------------------- | ------------------------------------------------------------------------------------------ | --------------------- | -------- |
| Don't Smile at Me                       | - تاريخ الإصدار: 11 أغسطس, 2017 - الشركة: Interscope - الشكل: Digital download             | TBD                   | TBD      |
| When We All Fall Asleep Where Do We Go? | - تاريخ الإصدار: 29 مارس, 2019 - الشركة: Darkroom and Interscope - الشكل: Digital download |                       |          |

### أغاني مسجلة

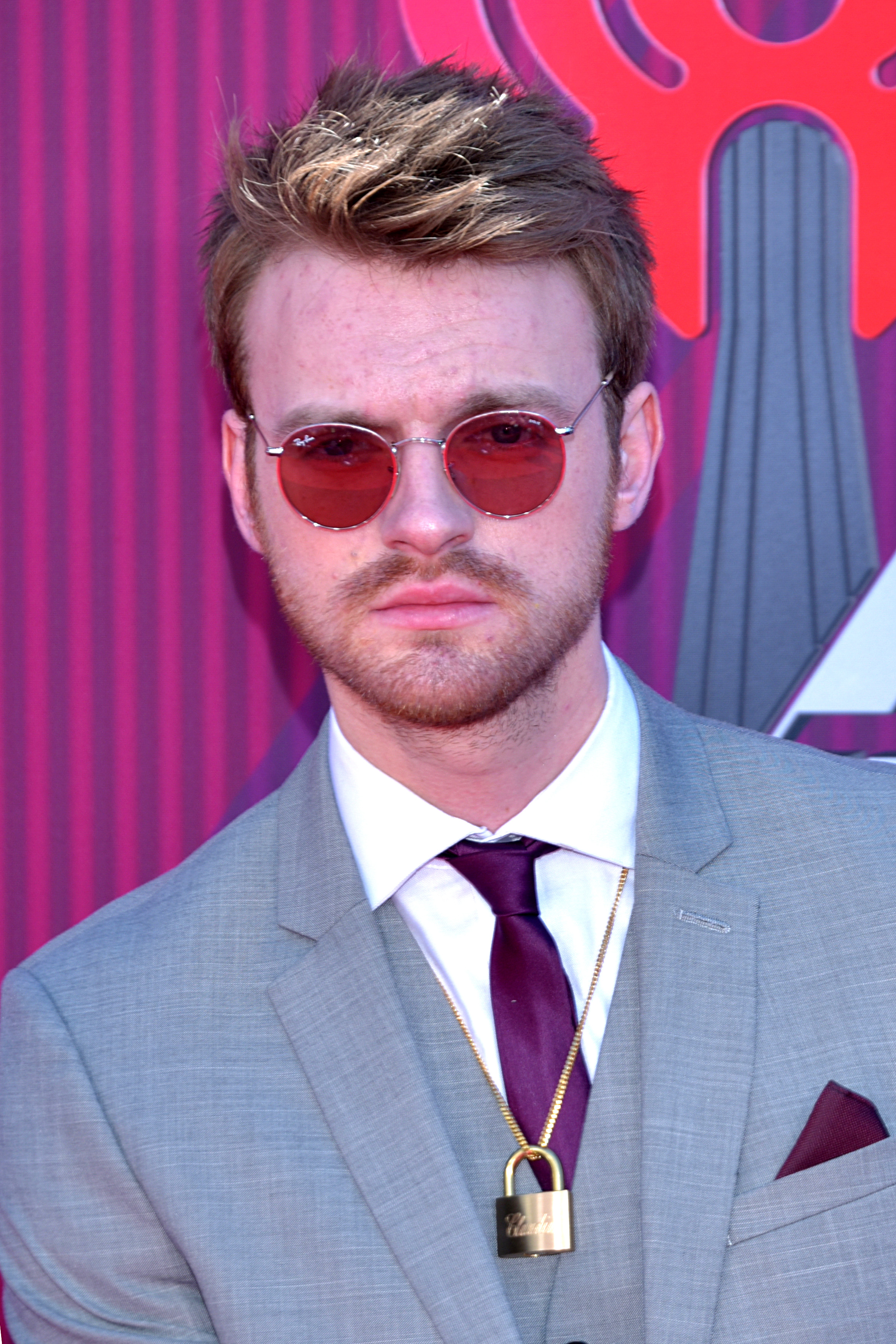
أنتج شقيق بيلي إيليش، فينيس أوكونيل، وشارك في كتابة الغالبية العظمى من أغاني إيليش.

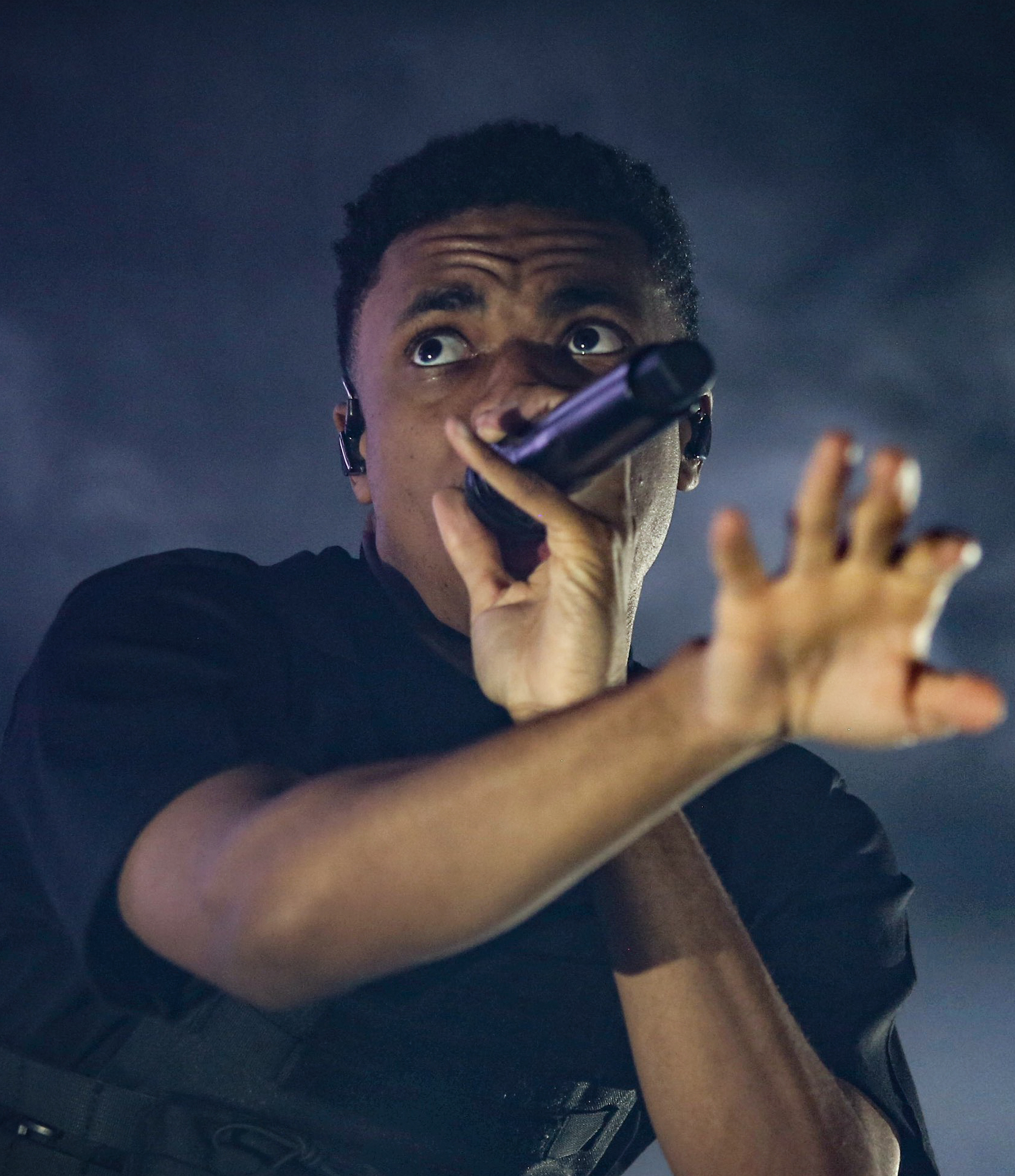
تعاونت بيلي آيليش مع فينس ستابليس في أغنية "&Burn".

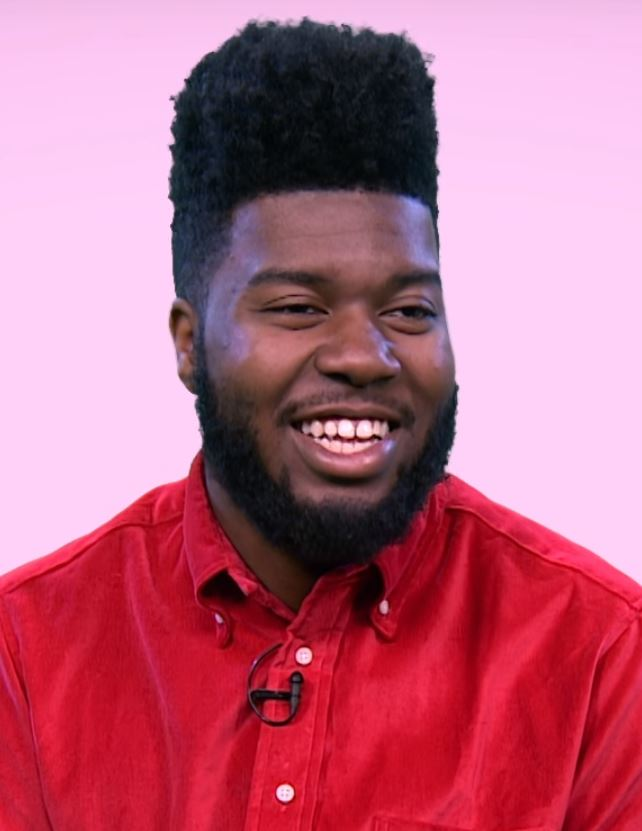
ظهر خالد في أغنية "Lovely" ، الأغنية الرئيسية للموسيقى التصويرية 13 سببًا: الموسم الثاني (موسيقى من المسلسل التلفزيوني الأصلي).

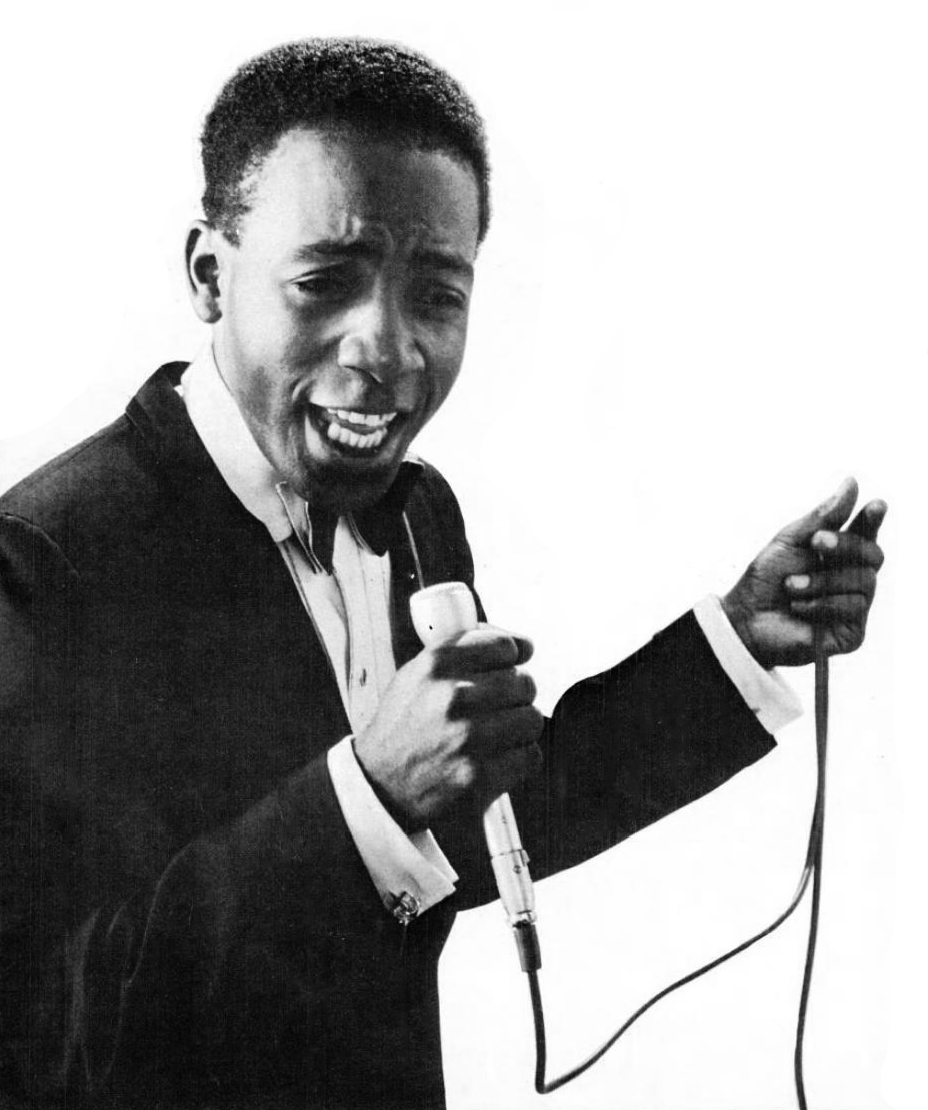
قامت بيلي آيليش وفينيس بتغطية لأغنية بوبي هب "Sunny" (1966) في الحدث المميز في فترة كوفيد-19 عالم واحد: معًا في المنزل في أبريل 2020.

| الأغنية                                           | الكاتب | الألبوم/EP/أغاني مفرد                                                                                   | السنة         | مصدر                 |
| ------------------------------------------------- | --- | --- | ------------- | -------------------- |
| "!!!!!!!"                                         | بيلي آيلش أوكونيل، فينيس أوكونيل | When We All Fall Asleep, Where Do We Go?                                                                | 2019          | [ 38 ]               |
| "&Burn"                                           | Vince Staplesفينيس أوكونيل\| data-sort-value="" style="background: var(--background-color-interactive, #ececec); color: var(--color-base, inherit); vertical-align: middle; text-align: center; " class="table-na" \| Non-album single                                                                | 2017 | [ 39 ]        |                      |
| "The 30th"                                        | بيلي آيلش أوكونيل، فينيس أوكونيل | Guitar Songs                                                                                            | 2022          | [ 40 ]               |
| "8"                                               | بيلي آيلش أوكونيل، فينيس أوكونيل | When We All Fall Asleep, Where Do We Go?                                                                | 2019          | [ 38 ]               |
| "كل الفتيات الجيدات يذهبن إلى الجحيم"             | بيلي آيلش أوكونيل، فينيس أوكونيل | When We All Fall Asleep, Where Do We Go?                                                                | 2019          | [ 38 ]               |
| "شخص سيئ" (بالإنجليزية: Bad Guy)                  | بيلي آيلش أوكونيل، فينيس أوكونيل | When We All Fall Asleep, Where Do We Go?                                                                | 2019          | [ 38 ]               |
| "Bellyache"                                       | بيلي آيلش أوكونيل، فينيس أوكونيل | Don't Smile at Me                                                                                       | 2017          | [ 43 ]               |
| "Billie Bossa Nova"                               | بيلي آيلش أوكونيل، فينيس أوكونيل | Happier Than Ever                                                                                       | 2021          | [ 44 ]               |
| "Bitches Broken Hearts"                           | بيلي آيلش أوكونيل، فينيس أوكونيل أيميت فين\| data-sort-value="" style="background: var(--background-color-interactive, #ececec); color: var(--color-base, inherit); vertical-align: middle; text-align: center; " class="table-na" \| Non-album single                                                | 2018 | [ 45 ] [ 46 ] |                      |
| "Bored"                                           | بيلي آيلش أوكونيل، فينيس أوكونيل، آرون فوربس، تيم أندرسون | ثلاثة عشر سببًا (الأغنية الأصلية لمسلسل نتفلكس)                                                          | 2017          | [ 47 ] [ 48 ]        |
| "Bury a Friend"                                   | بيلي آيلش أوكونيل، فينيس أوكونيل | When We All Fall Asleep, Where Do We Go?                                                                | 2019          | [ 49 ]               |
| "Come Out and Play ‏"                              | بيلي آيلش أوكونيل، فينيس أوكونيل | Non-album single                                                                                        | 2018          | [ 50 ] [ 51 ]        |
| "Copycat"                                         | بيلي آيلش أوكونيل، فينيس أوكونيل | Don't Smile at Me                                                                                       | 2017          | [ 52 ]               |
| "Everybody Dies"                                  | بيلي آيلش أوكونيل، فينيس أوكونيل | Happier Than Ever                                                                                       | 2021          | [ 44 ]               |
| "كل شيء أردته" (بالإنجليزية: Everything I Wanted) | بيلي آيلش أوكونيل، فينيس أوكونيل | Non-album single                                                                                        | 2019          | [ 46 ] [ 51 ] [ 53 ] |
| "Fingers Crossed"                                 | data-sort-value="" style="background: var(--background-color-interactive, #ececec); color: var(--color-base, inherit); vertical-align: middle; text-align: center; " class="table-na" \| None | 2015 | [ 54 ]        |                      |
| "Getting Older"                                   | بيلي آيلش أوكونيل، فينيس أوكونيل | Happier Than Ever                                                                                       | 2021          | [ 44 ]               |
| "Goldwing"                                        | بيلي آيلش أوكونيل، فينيس أوكونيل | Happier Than Ever                                                                                       | 2021          | [ 44 ]               |
| "Goodbye"                                         | بيلي آيلش أوكونيل، فينيس أوكونيل | When We All Fall Asleep, Where Do We Go?                                                                | 2019          | [ 38 ]               |
| "Halley's Comet"                                  | بيلي آيلش أوكونيل، فينيس أوكونيل | Happier Than Ever                                                                                       | 2021          | [ 44 ]               |
| "Happier Than Ever ‏"                              | بيلي آيلش أوكونيل، فينيس أوكونيل | Happier Than Ever                                                                                       | 2021          | [ 44 ]               |
| "Hostage"                                         | بيلي آيلش أوكونيل، فينيس أوكونيل | Don't Smile at Me                                                                                       | 2017          | [ 55 ]               |
| "Hotline Bling"                                   | آبري غراهامبول جيفريز تيمي توماس\| data-sort-value="" style="background: var(--background-color-interactive, #ececec); color: var(--color-base, inherit); vertical-align: middle; text-align: center; " class="table-na" \| None                                                                      | 2018 | [ 56 ]        |                      |
| "I Didn't Change My Number"                       | بيلي آيلش أوكونيل، فينيس أوكونيل | Happier Than Ever                                                                                       | 2021          | [ 44 ]               |
| "I Love You ‏"                                     | بيلي آيلش أوكونيل، فينيس أوكونيل | When We All Fall Asleep, Where Do We Go?                                                                | 2019          | [ 38 ]               |
| "Idontwannabeyouanymore"                          | بيلي آيلش أوكونيل، فينيس أوكونيل | Don't Smile at Me                                                                                       | 2017          | [ 57 ]               |
| "Ilomilo"                                         | بيلي آيلش أوكونيل، فينيس أوكونيل | When We All Fall Asleep, Where Do We Go?                                                                | 2019          | [ 58 ]               |
| "Listen Before I Go"                              | بيلي آيلش أوكونيل، فينيس أوكونيل | When We All Fall Asleep, Where Do We Go                                                                 | 2019          | [ 38 ]               |
| "Lo Vas a Olvidar"                                | روزاليا فيلا توبيلا، بيلي آيلش أوكونيل، فينيس أوكونيل، بابلو دياز ريكسا Pablo Díaz-Reixa ‏\| data-sort-value="" style="background: var(--background-color-interactive, #ececec); color: var(--color-base, inherit); vertical-align: middle; text-align: center; " class="table-na" \| Non-album single | 2021 | [ 59 ]        |                      |
| "Lost Cause ‏"                                     | بيلي آيلش أوكونيل، فينيس أوكونيل | Happier Than Ever                                                                                       | 2021          | [ 44 ]               |
| "Lovely ‏"                                         | بيلي آيلش أوكونيل، فينيس أوكونيل، خالد | ثلاثة عشر سببًا: الموسم 2 (Music from the Original TV Series)                                            | 2018          | [ 60 ]               |
| "Male Fantasy"                                    | بيلي آيلش أوكونيل، فينيس أوكونيل | Happier Than Ever                                                                                       | 2021          | [ 44 ]               |
| "My Boy ‏"                                         | بيلي آيلش أوكونيل، فينيس أوكونيل | Don't Smile at Me                                                                                       | 2017          | [ 55 ]               |
| "My Future"                                       | بيلي آيلش أوكونيل، فينيس أوكونيل | Happier Than Ever                                                                                       | 2020          | [ 61 ]               |
| "My Strange Addiction ‏"                           | بيلي آيلش أوكونيل، فينيس أوكونيل | When We All Fall Asleep, Where Do We Go?                                                                | 2019          | [ 38 ]               |
| "NDA"                                             | بيلي آيلش أوكونيل، فينيس أوكونيل | Happier Than Ever                                                                                       | 2021          | [ 44 ]               |
| "No Time to Die"                                  | بيلي آيلش أوكونيل، فينيس أوكونيل | No Time to Die: Original Motion Picture Soundtrack                                                      | 2020          | [ 63 ]               |
| "Not My Responsibility"                           | بيلي آيلش أوكونيل، فينيس أوكونيل | Happier Than Ever                                                                                       | 2021          | [ 44 ]               |
| "Ocean Eyes ‏"                                     | فينيس أوكونيل | Don't Smile at Meكل شيء، كل شيء (الصوت الأصلي للموسيقى التصويرية) (بالإنجليزية: Everything, Everything) | 2016          | [ 64 ] [ 65 ]        |
| "Overheated"                                      | بيلي آيلش أوكونيل، فينيس أوكونيل | Happier Than Ever                                                                                       | 2021          | [ 44 ]               |
| "Oxytocin"                                        | بيلي آيلش أوكونيل، فينيس أوكونيل | Happier Than Ever                                                                                       | 2021          | [ 44 ]               |
| "Party Favor ‏"                                    | بيلي آيلش أوكونيل، فينيس أوكونيل | Don't Smile at Me                                                                                       | 2018          | [ 56 ]               |
| "She's Broken"                                    | data-sort-value="" style="background: var(--background-color-interactive, #ececec); color: var(--color-base, inherit); vertical-align: middle; text-align: center; " class="table-na" \| None | 2015 | [ 54 ]        |                      |
| "Six Feet Under"                                  | data-sort-value="" style="background: var(--background-color-interactive, #ececec); color: var(--color-base, inherit); vertical-align: middle; text-align: center; " class="table-na" \| Non-album single                                                                                             | 2016 | [ 66 ]        |                      |
| "Sunny"                                           | بوبي هب | One World: معًا في المنزل                                                                                | 2020          | [ 67 ]               |
| "Therefore I Am ‏"                                 | بيلي آيلش أوكونيل، فينيس أوكونيل | Happier Than Ever                                                                                       | 2020          | [ 68 ]               |
| "TV"                                              | بيلي آيلش أوكونيل، فينيس أوكونيل | Guitar Songs                                                                                            | 2022          | [ 40 ]               |
| "Watch"                                           | فينيس أوكونيل | Don't Smile at Me                                                                                       | 2017          | [ 69 ]               |
| "When I Was Older"                                | بيلي آيلش أوكونيل، فينيس أوكونيل | Non-album single                                                                                        | 2019          | [ 70 ]               |
| "When the Party's Over ‏"                          | فينيس أوكونيل | When We All Fall Asleep, Where Do We Go?                                                                | 2019          | [ 71 ]               |
| "Wish You Were Gay"                               | بيلي آيلش أوكونيل، فينيس أوكونيل | When We All Fall Asleep, Where Do We Go?                                                                | 2019          | [ 72 ]               |
| "Xanny"                                           | بيلي آيلش أوكونيل، فينيس أوكونيل | When We All Fall Asleep, Where Do We Go?                                                                | 2019          | [ 38 ]               |
| "You Should See Me in a Crown"                    | بيلي آيلش أوكونيل، فينيس أوكونيل | When We All Fall Asleep, Where Do We Go?                                                                | 2018          | [ 73 ]               |
| "Your Power"                                      | بيلي آيلش أوكونيل، فينيس أوكونيل | Happier Than Ever                                                                                       | 2021          | [ 44 ]               |

## الجوائز والتكريم
- جائزة غرامي الدورة 66 عن فئة أفضل أغنية -2024.[74]

## وصلات خارجية
- بيلي إيليش على موقع IMDb (الإنجليزية)
- بيلي إيليش على موقع ميتاكريتيك (الإنجليزية)
- بيلي إيليش على موقع الموسوعة البريطانية (الإنجليزية)
- بيلي إيليش على موقع روتن توميتوز (الإنجليزية)
- بيلي إيليش على موقع ميوزك برينز (الإنجليزية)
- بيلي إيليش على موقع أول موفي (الإنجليزية)
- بيلي إيليش على موقع أول ميوزيك (الإنجليزية)
- بيلي إيليش على موقع ديسكوغز (الإنجليزية)
- بيلي إيليش على موقع ديسكوغز (الإنجليزية)
- بيلي إيليش على موقع قاعدة بيانات الفيلم (الإنجليزية)

1. ↑  Vince Staples acts as a lead artist on "&Burn" alongside Eilish.
2. ↑  A remix featuring جاستن بيبر was released in July 2019 and included on the Japanese limited deluxe edition of When We All Fall Asleep, Where Do We Go?.[41][42]
3. ↑  "Hotline Bling" is a cover of Drake's song of the same name.
4. ↑  Rosalía acts as a lead artist on "Lo Vas a Olvidar" alongside Eilish.
5. ↑  يؤدي خالد دور فنان رئيسي في "Lovely" إلى جانب بيلي آيلش.
6. ↑  "Sunny" is a cover of Bobby Hebb's song of the same name.